# Yolandi Visser

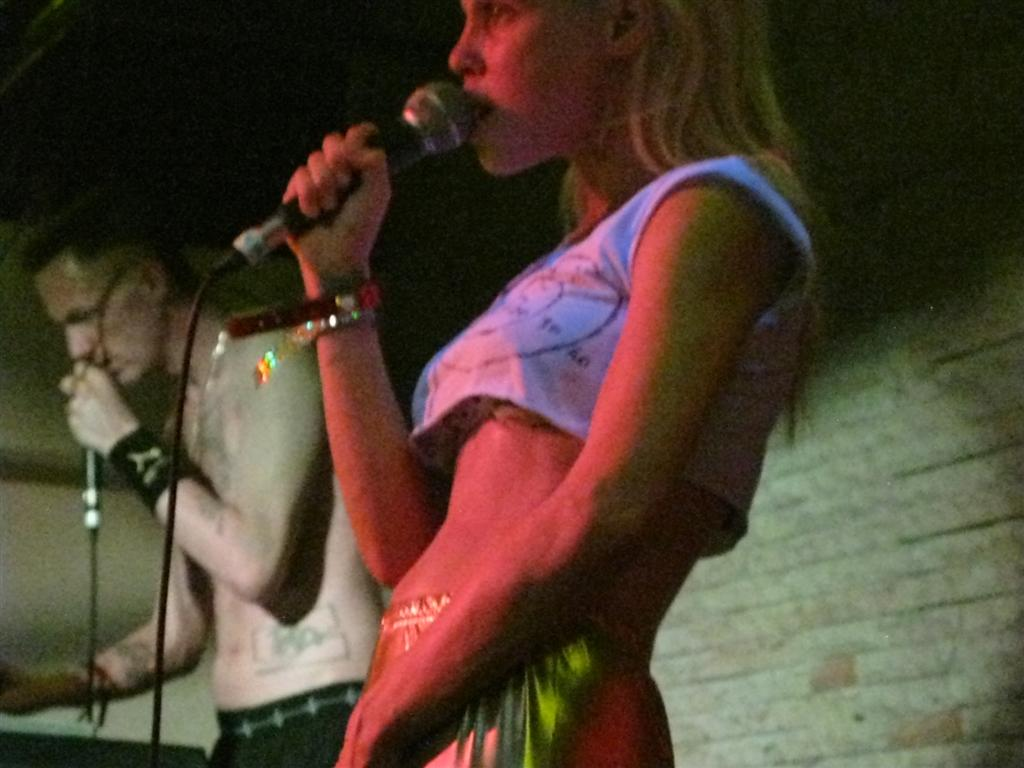
Yolandi Visser trong ban nhạc Die Antwoord

Yolandi Visser (sinh ngày 1 tháng 12 năm 1984) là một ca sĩ, người viết bài hát và diễn viên người Nam Phi. Cô được biết đến nhiều nhất vì là người phụ nữ chính trong ban nhạc Zef-Rave-Rapper của Nam Phi có tên Die Antwoord. Vào năm 2008, bà thành lập ban nhạc với người trở thành chồng mình là Ninja sản xuất DJ Hi-Tek. Là một phần của ban nhạc, cô đã phát hành 4 album phòng thu, 2 EP và 1 mixtape. Album đầu tiên của nhóm, $O$, được phát hành bởi Interscope Records, nhưng sau đó nhóm rời khỏi công ty âm nhạc này để có thể tránh áp lực trở thành "chung hơn". Trước khi thành lập ra ban nhạc, Yolandi là một phần của các ban âm nhạc và nghệ thuật The Constructus Corporation và MaxNormal.tv. Cô, cùng với Ninja và con gái của mình, xuất hiện trên trang bìa của tạp chí South African Rolling Stone vào tháng 2 năm 2012. Họ cũng xuất hiện trong Late Show with David Letterman và biểu diễn tác phẩm mới nhất của mình. Yolandi và Ninja xuất hiện trong bộ phim 2015 Chappie, phiên bản siêu hư cấu do chính họ nghĩ ra. Yolandi cũng làm việc trong một số bộ phim ngắn.

## Nổi lên thành ngôisao[1]
Yolandi đã quan tâm đến âm nhạc khi còn là một đứa trẻ. Tuy nhiên, cô đã gặp nhiều khó khăn khi tiếp xúc với rap và không bao giờ nghĩ đến sự nghiệp âm nhạc. Sau khi cô được gửi đến thành phố Pretoria để đi học, cô đã gặp và trở thành một người bạn với một người có tên Markus, người vốn là một nhạc sĩ. Anh này rất tốt trong việc tạo ra nhạc điện tử bằng FL Studio. Anh thỉnh thoảng ghi lại giọng của Yolandi để kết hợp với âm nhạc của anh để tạo thành tác phẩm. Sau khi nghe những tác phẩm này, Yolandi trở nên quan tâm đến âm nhạc. Tuy nhiên, cô vẫn hiểu biết rất ít làm sao để có thể tiến xa hơn trong âm nhạc. Cô đã gặp Watkin Tudor Jones, hay còn được biết đến với nghệ danh Ninja sau khi cô rời đến Cape Town, khi việc học của cô đã được hoàn tất. Cô đã chia sẻ các bài hát mà cô đã làm với Markus cho Ninja. Ninja trở nên quan tâm đến giọng hát của cô và mời cô tham gia nhóm hát nhạp rap của anh. Từ đó, cả hai có ghi âm một số bài hát và phát hành nhiều album với nhau.

## Điều làm cho Yolandi trở nên nổi tiếng[1]
Yolandi đã từng ghét được khuyên bảo cô nên làm gì, kể cả những điều đó đến từ cha mẹ cô, và không bao giờ tuân thủ các chuẩn mực xã hội được chấp nhận. Tính nổi loạn của cô sau đó được phản ánh trong âm nhạc của cô và đã khiến cô là một biểu tượng văn hóa đại chúng khác thường. Sau khi gặp Ninja, cô không chỉ được khuyến khích bởi anh mà còn được anh đào tạo về nhạc rap. Theo anh, Yolandi đã có thái độ tốt để thực hiện sự thay đổi để hòa nhập vào công nghiệp rap. Thực vậy, Yolandi đã phá bỏ tất cả các quy ước được chấp nhận trong ngành công nghiệp này để đạt đến thành công. Cùng với Ninja, cô đã phổ biến thể loại Zef-Rave-Rapper, một phong cách âm nhạc hiphop dùng tiếng Afrikaans chịu ảnh hưởng mạnh từ văn hóa grime và văn hóa quẩy của Anh quốc. Trong năm 2008, Yolandi và Ninja đã thành lập Die Antwoord cùng với nhà sản xuất âm nhạc Hi-Tek (tên thật là Justin de Nobrega). Vào năm 2009, trong một nỗ lực để có thể phản chiếu những cảm xúc bên trong mình vào hình ảnh bên ngoài, Yolandi đã yêu cầu Ninja cắt ngắn đi mái tóc của cô và sau đó làm phai màu tóc cũng như lông mày thành trắng. Cô đã làm như vậy để biến bản thân mình một cách tự hào như một người ngoài lề lối. Năm tiếp theo, cô lật ngược nguyên mẫu Lolita với cái nhìn nữ sinh của mạng xã hội trong Enter the Ninja, một video âm nhạc. Video này mang tính chất lây lan và giúp nhóm trở thành những người đứng đầu.

## Sau khi bắt đầu nổi tiếng[1]
Vào năm 2010, Yolandi đã từ chối vai chính trong một bộ phim phỏng theo tác phẩm The Girl With the Dragon Tattoo của David Fincher để có thể tập trung vào âm nhạc. Thậm chí cô còn làm cho Ninja từ chối vai chính trong Elysium của Neill Blomkamp. Vào năm 2012, Yolandi và Ninja từ chối yêu cầu của Lady Gaga biểu diễn tác phẩm mở đầu của buổi trình diễn của ca sĩ người Mỹ. Tuy nhiên, vào năm 2015, đạo diễn người Nam Phi Blomkamp tiếp cận đến cặp đôi để có thể mời họ tham gia phim Chappie. Đạo diễn đã tạo ra các nhân vật dựa trên phong cách âm nhạc của họ và thuyết phục họ chấp nhận mong muốn của ông. Sau đó, cặp đôi trên đã nói trên một chương trình truyền hình về phong cách Zef của họ.

## Cuộc sống cá nhân[1]
Yolandi, tên thật là Anri du Toit, sinh ngày 1 tháng 12 năm 1984, tại Port Alfred, một thị trấn nhỏ ở bờ phía đông của Nam Phi. Khi cô còn là một đứa bé, cô đã được chấp nhận bởi "một gia đình Afrikaans nhỏ dễ thương" và chưa bao giờ gặp được cha mẹ đẻ của mình. Cha của cô là một mục sư và mẹ cô là một người nội trợ. Lớn lên trong một xã hội Afrikaans bảo thủ, cô đã trở nên nổi loạn khi là một đứa trẻ, thỉnh thoảng tham gia đánh đấm. Khi cô 16 tuổi, cô đã được gửi vào một trường nội trú tại Pretoria. Sau khi kết thúc việc học ở đó, cô đã rời đến Cape Town và gặp Ninja, người đã giúp cô đạt được những thành tựu trong sự nghiệp. Sau đó cô đã phải lòng Ninja và có một đứa con gái tên Sixteen Jones. Họ chưa bao giờ kết hôn và sau đó sống tách biệt, nhưng vẫn có sự gần gũi với nhau. Con gái của họ có tác phẩm âm nhạc đầu tiên khi 7 tuổi mang tên I Fink U Freeky, cũng là một ca sĩ và một người viết bài hát và là một thành viên của một ban nhạc. Cô sau đó chấp nhận một đứa trẻ lang thang trên phố tên Tokkie. 

## Thông tin khác
Yolandi có cái tên như vậy vì nó là một trong những cái tên phổ biến nhất trong tiếng Afrikaans, và cô thích âm tiết "Yo" trong cái tên đo.